# Toobit
Toobit（トゥービット）は、ビットコイン、イーサリアム、その他の暗号資産を含むデジタル資産の購入、販売、取引、および管理のサービスを提供する、グローバルな暗号資産プラットフォームおよびデリバティブ取引所である。トルコ、ポーランド、イタリア、ポルトガル、さらにMENA（中東・北アフリカ）、ヨーロッパ、LATAM（ラテンアメリカ）地域で事業を展開している。

## 歴史
Toobitは2022年に設立。
2023年6月、プラットフォームの新機能として、ブローカーシステム、先物取引、コピートレードを導入。
2023年8月、Toobitは2つの新機能、Lite Perpetualとクレジットカードによる暗号資産購入機能をプラットフォームに追加。同月、トルコで開催されたイスタンブール・ブロックチェーン・ウィーク2023の公式スポンサーも務めた。
10月には、アラブ首長国連邦で開催されたブロックチェーンライフ2023の公式スポンサー、11月には英国でのブロックチェーンエキスポグローバル2023の公式スポンサーとなった。
2024年1月、Toobitはプラットフォームに新機能として先物取引グリッドボットを導入し、また全ユーザー向けに既存のコピートレード機能を改善した。
2024年2月、Toobitはポルトガルで開催されたTESアフィリエイトカンファレンスの公式スポンサーを務めた。
2024年4月、ToobitはCODE Travel Rule技術との統合を発表。アラブ首長国連邦で開催されたブロックチェーンライフ2024の公式スポンサーとなった。
2024年6月、ToobitはMENA（中東・北アフリカ）地域での事業拡大を発表。